# با مدعی مگویید اسرار عشق و مستی
غزلی با مطلعِ «با مدّعی مگوئید اسرار عشق و مستی» غزل شمارهٔ ۴۳۵ از دیوانِ حافظ در تصحیحِ محمد قزوینی و قاسم غنی است.

## در اجراها
محمود محمودی خوانساری در برنامهٔ شمارهٔ ۱۴۱ از مجموعهٔ گل‌های تازه این غزل را در آوازِ بیات اصفهان و پروین در برنامهٔ شمارهٔ ۲۷۵ از مجموعهٔ برگ سبز این غزل را در دستگاهِ سه‌گاه اجرا کرده‌اند.